# Канделарија Аренас (Порторико)
Канделарија Аренас (шп. Candelaria Arenas) град је у америчкој острвској територији Порторико, острвској држави Кариба.

## Демографија
По попису из 2010. године број становника је 4.818, што је 1.036 (-17,7%) становника мање него 2000. године.
| Група             | 2000.         | 2010.         |
| Белци             | 36 (0,6%)     | 24 (0,5%)     |
| Афроамериканци    | 683 (11,7%)   | 851 (17,7%)   |
| Азијати           | 47 (0,8%)     | 7 (0,1%)      |
| Хиспаноамериканци | 5.807 (99,2%) | 4.773 (99,1%) |
| Укупно            | 5.854         | 4.818         |